# Viscum loranthi
Viscum loranthi är en sandelträdsväxtart som beskrevs av Adolph Daniel Edward Elmer. Viscum loranthi ingår i släktet mistlar, och familjen sandelträdsväxter. Inga underarter finns listade i Catalogue of Life.